# Пальки
Пальки (рос. Пальки) — присілок Гагарінського району Смоленської області Росії. Входить до складу Акатовського сільського поселення.
Населення — 2 особи (2007 рік). 